# Boris Borissowitsch Rodendorf

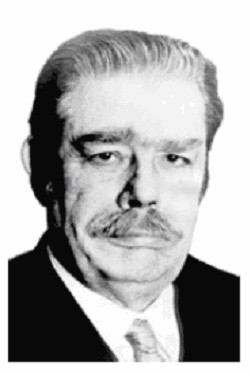
Boris Rodendorf

Boris Borissowitsch Rodendorf, auch Boris Rohdendorf transkribiert, russisch Борис Борисович Родендорф (* 12. Juli 1904 in Sankt Petersburg; † 21. November 1977) war ein russischer Paläontologe und Entomologe.
Rodendorf war der Sohn des Offiziers Boris Ludwig Rodendorf, der im Ersten Weltkrieg fiel. Er studierte bis 1924 Zoologie an der Lomonossow-Universität und speziell Entomologie und hier die Zweiflügler (Diptera). Danach arbeitete er im Pflanzenschutz gegen Schädlinge zum Beispiel beim Baumwoll-Anbau in Taschkent oder gegen Getreidemilben und parasitische Fliegen, teilweise am All-Unions-Institut für Pflanzenschutz in Leningrad. Erst ab 1937 war er wieder (auf Einladung von Andrei Wassiljewitsch Martynow) als Paläo-Entomologe in der Forschung am Paläontologischen Institut der Sowjetischen Akademie der Wissenschaften (PIN). Dort leitete er ab 1938 bis zu seinem Tod das Arthropoden-Labor.
Neben Dipteren untersuchte er die Entwicklung des Insektenflugs, die Evolution der Ontogenese von Insekten, Insekten-Systematik und Phylogenie und der Ko-Evolution von Insekten und Wirbeltieren.
Er war Herausgeber einer mehrbändigen Grundlagen der Paläontologie (Osnovy paleontologii, 1991 bei der Smithsonian in englischer Übersetzung erschienen), speziell des Bandes 9 über Arthropoden. Er schrieb darin das Kapitel Dipteren (1962).

## Schriften
- Diptera Insekten, Fam. Sarcophagidae (Teil 1), Fauna der UdSSR, Band 19, Nr. 1, Moskau, Leningrad 1937
- Die Entwicklung von Flügeln und die Phylogenie der Oligoneura (Diptera, Nematocera). Abh. Paläontolog. Inst., 13, 1946, 1–108 (russisch).
- Die Entwicklung und Klassifikation des Flugapparats von Insekten, Abh. Paläontolog. Inst., 16, 1949, 1–176 (russisch).
- Bewegungsapparate von Insekten und ihr Ursprung, Abh. Paläontolog. Inst., 35, 1951, 1–179 (russisch)
- Paläoentomologische Studien in der UdSSR, Abh. Paläontolog. Inst., 66, 1951, 1–100 (russisch)
- Die ältesten Dipteren-Unterordnungen aus der mittelasiatischen Trias, Paläontologisches Journal, 2, 1961, S. 90–100 (russisch).
- mit anderen: Paläozoische Insekten aus dem Kuznetsk-Becken, Abh. Paläontolog. Inst., 85, 1961, 1–705 (russisch)
- Die historische Entwicklung von Dipteren, Abh. Paläontolog. Inst., 100, 1964, 1–311 (russisch)
  - Englische Übersetzung: The historical development of diptera, University of Alberta Press 1974
- mit V. V. Zherikin: Paläontologie und Naturschutz, Priroda (5), 1974, S. 82–91 (russisch).
- Die Rolle von Insekten in der historischen Entwicklung terrestrischer Wirbeltiere, Paläontologisches Journal, 1, 1970, 10–18 (russisch)
- mit A. P. Rasnitsyn: Die historische Entwicklung der Klasse Insekten, Abh. Paläontolog. Inst., 175, 1980, 1–269 (russisch)